# Messiasia pertenuis
Messiasia pertenuis är en tvåvingeart som först beskrevs av Johnson 1926.  Messiasia pertenuis ingår i släktet Messiasia och familjen Mydidae. Inga underarter finns listade i Catalogue of Life.